# 万合镇
万合镇是江西省泰和县下辖的一个镇，位于县境东北部、赣江东岸，东邻吉安市青原区。现万合镇为2001年由原万合镇和樟塘乡合并而成，总面积176平方公里，人口约5.3万人。万合竹篙薯泰和县最著名的特产之一，境内有梅冈古村、华盖山、文昌宫等名胜景观。

## 交通
万合镇位于泰和县东北部、赣江东岸，距县城20公里，距泰和火车站10公里。主要公路交通有泰（和）万（合）公路、永（昌）万（合）公路、古（坪）竹（山）公路、万（合）陂（头）公路以及在建的泉南高速公路。水运则有赣江航运码头。目前万合至泰和县城主要有两条线路：一条是在印霞江乘轮渡，沿泰万公路直达县城；另一条是沿永万公路，经永昌市绕行泰和大桥，再折至县城。目前在建的大型水利工程赣江石虎塘航电枢纽工程主坝址位于境内石虎塘村，建成后坝顶可通行，直达赣江西岸，将可大大缩短往来县城的时间。

## 地理
全镇主要位于赣江河谷地带，万合圩周围为平原区，东北、东南则以低丘为主。仙槎河、仁善河自南而来，在樟塘圩附近汇合后，注入赣江。境内的华盖山为文天祥抗元战场。

## 沿革
1950年为万合、高樟、虎溪、樟塘、严家等乡，1956年并乡设万合乡、樟塘乡。1958年两乡分别改为万合人民公社、樟塘人民公社，1968年两公社合并为万合人民公社，1972年重新分为两公社，1984年撤消人民公社，分别恢复万合乡、樟塘乡。1999年9月7日，万合乡撤乡设镇。2001年12月3日，撤消樟塘乡，并入万合镇。

## 行政区划
万合镇现辖1个居委会和28个村委会：万合镇居委会、湖尾村、高樟村、南垄村、坪上村、沙垄村、湖头村、罗家村、江南村、集义村、前进村、桑园村、沙湖村、华盖山村、哨丰村、陂溪村、店边村、菰塘村、塘尾村、南坑村、霞山村、黄坑村、宁溪村、大鹏村、赤溪村、铜陂村、樟塘村、竹山村、钟阜村，镇政府驻坪上村。